# Deli Hasan
Deli Hasan (fl. XVII secolo) è stato un militare ottomano, che dopo aver guidato una ribellione in Anatolia divenne governatore della Bosnia e poi di Temeşvar.
Dopo la morte di suo fratello Karayazıcı Abdülhalim, una figura di spicco nelle rivolte Celali, Deli Hasan prese il comando di un gruppo di ribelli, presto numerati in migliaia, e stabilì il suo potere ad Afyonkarahisar. Saccheggiò Kütahya ed esigette un tributo da Ankara. Il suo successo portò la corte ottomana a comprarlo per riportarlo alla lealtà concedendogli il grado di pascià e la nomina a governatore della Bosnia, dove i suoi seguaci furono impiegati al servizio dello stato. Attraversò l'Europa il 2 aprile 1603, con un esercito di 10000 uomini, e in maggio prese parte al fallito assedio di Pest. Il suo governo in Bosnia fu breve e turbolento. Nel 1604 fu trasferito a Temeşvar. L'anno successivo fuggì a Belgrado dopo un attentato alla sua vita, ma vi fu imprigionato e giustiziato.